# 尤寧鎮區 (密歇根州)
尤寧鎮區（英語：Union Township）是位於美國密歇根州布蘭奇縣的一個行政鎮區。

## 地方資料
尤寧鎮區的面積為93.30平方千米，當中陸地面積為91.90平方千米，而水域面積為1.40平方千米。根據2020年美國人口普查的數據，當地共有人口2942人，而人口密度為每平方千米31.53人。